# Live in Springfield
Live in Springfield è un album live della band statunitense Good Clean Fun, pubblicato con etichetta Phyte Records nel 2000. Il disco è stato stampato in 1000 copie su vinile, con copertina e retro tridimensionali e degli appositi occhiali annessi.

## Tracce
1. Good Clean Fun – 2:36
2. I Can't Wait – 2:00
3. Sweet Tooth – 4:35
4. Only Punk Once – 1:39
5. Ladies – 3:04
6. Coll-Edge – 2:54
7. In Defense – 1:47
8. Gotta Stay Posi – 0:13
9. Who Shares Wins – 2:23
10. Loser.com – 2:45
11. Shopping for a Crew – 2:48